# Technisches Feuerwerk
Technisches Feuerwerk ist die Bezeichnung für pyrotechnische Gegenstände, die für die
Erzeugung von Showeffekten, sowie für andere technische Anwendungen, wie zum Beispiel im Modellbau, in Airbags und pyrotechnischen Gurtstraffern, oder zur Erzeugung von Warn- und Notsignalen gedacht sind. Sie werden in Deutschland in die Kategorien T1/P1 und T2/P2 unterteilt.

## Rechtliches

### Deutschland
In Deutschland erhältliches technischen Feuerwerk muss ein Konformitätsnachweisverfahren durchlaufen und eine CE-Kennzeichnung aufweisen. Darüber hinaus muss es eine Identifikationsnummer, welche von der BAM vergeben wird, haben. In einer Übergangsphase bis zum 3. Juli 2017 durften auch noch Gegenstände mit der veralteten Zulassung in der Klasse T1/T2 erworben und verwendet werden.
Es gibt in Deutschland die Kategorien T1 und T2 für Bühnen- bzw. Theaterpyrotechnik und die Kategorien P1 und P2 für sonstige technische Zwecke. Technisches Feuerwerk der Kategorie T1 und P1 darf in Deutschland ab 18 Jahren ganzjährig erworben werden.  Für die Verwendung ist aber in der Regel eine entsprechende Genehmigung der zuständigen Behörde erforderlich (siehe §23 Absatz 3 1. SprengV). Für technisches Feuerwerk der Kategorie T2/P2 ist für den Erwerb im gewerblichen Bereich ein Erlaubnisschein nach §7 und für den nicht gewerblichen Bereich eine Erlaubnis nach §27 SprengG erforderlich. Die maximale Nettoexplosivstoffmasse für Gegenstände der Kategorie T1 beträgt 500 g.